# Škvorec
Škvorec är en köping i Tjeckien.   Den ligger i distriktet Okres Praha-Východ och regionen Mellersta Böhmen, i den centrala delen av landet, 23 km öster om huvudstaden Prag. Škvorec ligger 311 meter över havet och antalet invånare är ca 2300.
Terrängen runt Škvorec är lite kuperad, och sluttar norrut. Runt Škvorec är det ganska tätbefolkat, med 58 invånare per kvadratkilometer. Närmaste större samhälle är Libeň, 19,5 km väster om Škvorec. I omgivningarna runt Škvorec växer i huvudsak blandskog.